# Koppy
koppy（こっぴー、1986年11月22日 - ）は大阪府大阪市出身の元タレント、漫画家。

## 来歴
- 桃山学院大学社会学部在籍時よりレースクイーンやイベントコンパニオンとして活躍。2007年に出場したミス・コンテスト『プリンセス関西』において特別賞を受賞。企業のイメージモデル、タレントとしての活動も徐々に増える。
- 2007年にブログを開始。ざっくばらんで気取りのない内容や変顔の写真を惜しげもなくアップするなど、モデルとして活躍出来る容姿とのギャップに読者数が増え始める。
- 2009年3月、大学卒業を以って所属事務所フロンティアコーポレーションを辞め、タレント活動から身を引く。4月、一般企業に就職したがおよそ1年で退職し、再び芸能事務所に所属。
- 2011年、月刊漫画雑誌『ジャンプスクエア』で行われた新人漫画賞「Supreme GAG 大賞」に応募した作品『もぉ〜想生活』が第6回の佳作入選。
- 2012年8月、『ジャンプスクエア』同年9月号より自身を主人公にした日常4コマ漫画『タレント奮走記koppy』の連載を開始。
  - 2014年11月、『ジャンプスクエア』同年12月号を以て連載終了。
- 2013年1月18日、『ニコニコ静画』内のジャンプスクエア公式チャンネル「ギャグ漫画宣言!」において『タレント奮走記koppy』を掲載開始。毎月第3金曜日に更新。こちらは4コマ漫画ではなく短編漫画となっている（2014年6月20日、最終話掲載。18話完結）。
- 2013年2月、松竹芸能に移籍。関西圏を中心にタレント活動を展開。
- 2019年3月より、少年画報社発行のコンビニコミックス『ひとりごはん』No.26より、グルメリポート漫画を連載。
- 2023年1月、松竹芸能を退社。

## 人物
- 子どもの頃から絵を描くことが好きで、“25歳までに叶えたい将来の夢”を「漫画家」としていた。
- 中学時代は陸上部に所属し部長を務める。高校は大阪市立汎愛高等学校体育科に進学。筋力トレーニングにめざましく、バーベルを用いるスクワットでは150kgのウエイトを持ち上げることが出来たという。現在は筋肉量はやや落ちたというが、手足の筋肉や腱などはかなりのものである[1]。
- 教員免許（公民科、福祉科）、社会福祉主事任用資格保有。書道は毛筆、硬筆ともに8段。
- 父は元アマチュアボクシング選手で、大学時代に赤井英和からダウンを奪ったこともあるという[2]。

## 漫画
- 2012年より2014年まで「ジャンプスクエア」に於いて『タレント奮走記koppy』を連載した。同作品はkoppy自身の日常生活やタレント活動をしているなかで起こったさまざまな出来事をベースに、ややデフォルメした作品。そのエピソードのいくつかはブログにも掲載されているものである。
- 漫画での自身のキャラは常にベレー帽を被っている姿。そのイメージを崩さないため、漫画関係の仕事やイベントに出演する際はベレー帽を着用することが多かった。
- 「ジャンプスクエア」に於いて連載中の『双星の陰陽師』（助野嘉昭）テレビアニメ化記念の公式スピンオフ漫画『双星の陰陽師 SD如律令!!』（原案・監修：助野嘉昭）の作画を担当。原作公式サイト[3]及び「最強ジャンプ」（2016年5月号より）誌上[4]に掲載された。
- 2019年、「本当にあった愉快な話」（竹書房）にレースクイーン時代の体験をもとにした漫画掲載（不定期）。
- 自身の漫画を描く傍ら、漫画家助野嘉昭のアシスタントを務めていた。

### 書誌情報
- タレント奮走記koppy（2013年10月4日、ジャンプコミックス）
- タレント奮走記koppy2（2015年1月5日、ジャンプコミックス）
- 双星の陰陽師 SD如律令!!（2017年3月3日、ジャンプコミックス） - 双星の陰陽師」の公式スピンオフ作品

## メディア出演

### テレビ
- ぽじポジたまご（2013年4月1日 - 2015年3月30日、KBS京都） - 月曜日レギュラーレポーター
- ひとっトピ!（2013年7月1日 - 2016年3月31日、J:COMチャンネル関西エリア[5]、月曜 - 金曜まで放送。地域情報番組） - ナビゲーター
- モテモテかんぱにーR25（2014年4月 - 2015年9月、関西テレビ放送） - 木曜日コーナー「濡れ浴衣秘湯組」レギュラー

### 新聞
- 週刊釣場速報「つりそくガール2013」（2013年2月 - 2014年4月）、「つりそくガール2014」（2014年4月 - 2015年3月） - イメージガール